# Gouden Kabouter
Pour les articles homonymes, voir Gouden et Gnome (homonymie).
Cet article concerne la récompense. Pour le membre du petit peuple, voir Kabouter.
Le Gouden Kabouter en français : « Gnome d'or » est une récompense décernée lors des Gouden Kabouter Awards depuis 1995. Il est attribué par le jury aux vainqueurs de différentes catégories, ayant trait à la vie nocturne néerlandaise.